# Билсон, Рэйчел
Рэ́йчел Са́ра Би́лсон (англ. Rachel Sarah Bilson, род. 25 августа 1981, Лос-Анджелес, Калифорния, США) — американская актриса. Наиболее известна по роли в фильме «Телепорт», а также по участию в сериалах «Одинокие сердца», «Зои Харт из южного штата» и «Дубль два».

## Ранние годы
Рэйчел Билсон родилась 25 августа 1981 года в Лос-Анджелесе. Её родители — Дэнни Билсон, сценарист, режиссёр и продюсер, и Дженис (в девичестве Станго), сексопатолог. Отец — еврей, а мать — уроженка Филадельфии с итальянскими корнями. Прадед Рэйчел по отцовской линии, Джордж Билсон, родившийся в Лидсе, возглавлял отдел по производству трейлеров в кинокомпании RKO Pictures; её прабабушка из Бруклина, Хэтти Билсон, была сценаристом, а дед, Брюс Билсон, лауреат прайм-таймовой премии «Эмми» за режиссуру. Родители Рэйчел развелись, когда ей было девять лет, и в 1997 году отец женился на актрисе Хизер Медуэй.
Билсон описывает себя в подростковом возрасте как склонную к саморазрушению бунтарку. В 14 лет она вместе с друзьями брата попала в автомобильную аварию, в результате которой несколько дней пролежала без сознания, получила шрам над правым глазом и иногда испытывает приступы мигрени и провалы в памяти. По утверждению Рэйчел это событие изменило её, заставив «перестать попадать в неприятности». После аварии она научилась играть на пианино. В 1995 году Билсон окончила среднюю школу имени Уолтера Рида, а в 1999 году — старшую школу Нотр-Дам. Во время учёбы в Нотр-Даме она играла в театральных постановках «Пока, пташка», «Однажды на матрасе» и «Суровое испытание».

## Карьера
Билсон училась в колледже Гроссмонт в пригороде Сан-Диего, но бросила учёбу после первого курса и, последовав совету отца, решила стать актрисой. Она снималась в рекламных роликах таких брендов как Subway, Raisin Bran и Pepto-Bismol. Её актёрский дебют состоялся в 2003 году с эпизодических ролей в телевизионных сериалах «Баффи — истребительница вампиров» и «8 простых правил для друга моей дочери-подростка». В том же году она успешно прошла кастинг на роль Саммер Робертс в молодёжном сериале «Одинокие сердца», показ которого начался в августе. Изначально она должна была сниматься лишь в нескольких эпизодах, однако после успешного начала показа её роль была расширена до одной из основных, а роман её героини с Сетом Коэном, которого играл Адам Броди, стал одной из главных сюжетных линий сериала.
Благодаря успеху сериала «Одинокие сердца» Билсон обрела популярность среди молодёжной аудитории. На церемонии вручения наград Teen Choice Awards в 2005 году она победила в трёх номинациях: «самая горячая девушка», «телевизионная актриса в драматическом сериале», «лучшее актёрский дуэт в телесериале» (с Адамом Броди). Журнал Maxim отдал Билсон шестое место в своём рейтинге 100 самых привлекательных женщин 2005 года, а в 2006 году поместил её на 14-е место. Британское издание журнала FHM присудило её 28-е место в рейтинге 100 самых сексуальных женщин мира в 2006 году, а американское издание дало ей 77-е место в аналогичном рейтинге за 2005 год. Журнал People включил Билсон в свой список 100 самых красивых людей в 2006 году.
Свою первую роль в кино Билсон получила в романтическом фильме «Прощальный поцелуй» с Заком Браффом в главной роли. В этом фильме, выход которого состоялся в 2006 году, она сыграла студентку колледжа, в которую влюбляется герой Браффа. Сообщалось, что для постельной сцены Билсон попросила использовать дублёршу, поскольку не готова была обнажаться перед камерой. В конце концов, она снялась в этой сцене, надев бюстгальтер телесного цвета. Билсон призналась, что перед съёмками испытывала ужас, но благодаря Заку Браффу и режиссёру Тони Голдуину, которые её ободряли, она справилась с постельной сценой.
В одном из интервью Билсон рассказала, что предпочитает сниматься в кино, а не в телевизионных сериалах, и хотела бы получить такую роль, какие «обычно предлагают Натали Портман и Скарлетт Йоханссон». В 2006 году Билсон рассказывала, что несмотря на успех «Одиноких сердец», она готова покинуть сериал ради ролей в кино. В сентябре того же года появилась информация, что Билсон может сыграть главную роль в фильме о героине комиксов Чудо-женщине, однако сама актриса опровергла эти слухи. В конце 2006 года Билсон была выбрана на роль Милли в фантастическом фильме «Телепорт» режиссёра Дага Лаймана, заменив актрису Терезу Палмер. За роль в «Телепорте», премьера которого состоялась 14 февраля 2008 года, Билсон была отмечена призом Teen Choice Awards в номинации «лучшая актриса в приключенческом фильме».
После завершения показа «Одиноких сердец» в 2007 году Билсон снялась в двух эпизодах комедийного сериала «Чак», создателем которого является продюсер «Одиноких сердец», Джош Шварц. В 2009 году она вместе со своим женихом Хейденом Кристенсеном снялась первой части киноальманаха «Нью-Йорк, я люблю тебя». В 2011 году вышли два независимых фильма, в которых снялась Билсон: мелодрама «В ожидании вечности» режиссёра Джеймса Кича и комедия «Лучшие друзья и ребёнок», где её партнёрами были Кристен Риттер и Кейт Босуорт.
Билсон получила главную роль в телесериале «Зои Харт из южного штата», создателем которого является Джош Шварц. В этом сериале, показ которого на канале The CW начался в сентябре 2011 года, Билсон играет молодую женщину, которая потеряв работу кардиохирурга, переезжает из Нью-Йорка в маленький городок в Алабаме.
В июне 2018 года она сыграла главную роль в драматическом сериале «Дубль два». Однако 21 ноября 2018 года ABC отменил показ сериала после одного сезона по причине низких рейтингов.
В 2021 году Рейчел запустила подкаст Welcome to the OC, Bitches с бывшей коллегой по сериалу Мелиндой Кларк.

## Личная жизнь
C 2003 по 2006 год встречалась с актёром Адамом Броди, коллегой по сериалу «Одинокие сердца».
В 2007—2017 годы Билсон состояла в отношениях с актёром Хэйденом Кристенсеном, с которым познакомилась на съёмках фильма «Телепорт». У бывшей пары есть дочь — Брайар Роуз Кристенсен (род. 29.10.2014).

## Фильмография
| Год       |     | Русское название                                 | Оригинальное название                          | Роль              |
| --------- | --- | ------------------------------------------------ | ---------------------------------------------- | ----------------- |
| 2003      | с   | 8 простых правил для друга моей дочери-подростка | 8 Simple Rules… for Dating My Teenage Daughter | Дженни            |
| 2003      | с   | Баффи — истребительница вампиров                 | Buffy the Vampire Slayer                       | Коллин            |
| 2003      | кор | Несломленная                                     | Unbroken                                       | Рэйчел            |
| 2003—2007 | с   | Одинокие сердца                                  | The O.C.                                       | Саммер Робертс    |
| 2004      | с   | Безумное телевидение                             | Mad TV                                         | Саммер Робертс    |
| 2004      | с   | Шоу 70−х                                         | That '70s Show                                 | Кристи            |
| 2006      | ф   | Прощальный поцелуй                               | Last Kiss                                      | Ким               |
| 2007      | с   | Чак                                              | Chuck                                          | Лу                |
| 2008      | ф   | Телепорт                                         | Jumper                                         | Милли Харрис      |
| 2009      | ф   | Нью-Йорк, я люблю тебя                           | New York, I Love You                           | Молли             |
| 2010      | ф   | В ожидании вечности                              | Waiting for Forever                            | Эмма Твист        |
| 2010      | с   | Как я встретил вашу маму                         | How I Met Your Mother                          | Синди             |
| 2011      | ф   | Лучшие друзья и ребенок                          | L!fe Happens                                   | Лора              |
| 2011—2015 | с   | Зои Харт из южного штата                         | Hart of Dixie                                  | Зои Харт          |
| 2012      | с   | Сплетница                                        | Gossip Girl                                    | в роли самой себя |
| 2013      | ф   | С кем переспать?!!                               | The To Do List                                 | Эмбер             |
| 2017      | с   | Нэшвилл                                          | Nashville                                      | Алисса Грин       |
| 2018      | с   | Дубль два                                        | Take Two                                       | Сэм               |